# Lorik Cana
Lorik  Cana (*Pristina, RFS de Yugoslavia, 27 de junio de 1983) es un exfutbolista albanés. Se desempeñaba como centrocampista y jugó en la primera división de Francia, Inglaterra, Italia y Turquía, además de la selección de Albania donde es el jugador con más encuentros disputados, 93 partidos desde 2003 hasta su retiro en 2016.

## Biografía
Lorik Cana nació en Kosovo, pero abandonó el país cuando aún era un niño para escapar de la guerra, y se trasladó a Suiza. Recibió inspiración de su padre Agim Cana, quien también fue un famoso futbolista de la generación de los 80 conocida como la "Generación de Oro" de KF Prishtina, y Lorik Cana ingresó en Lausanne Sports en Suiza siendo joven.[cita requerida]

## Trayectoria

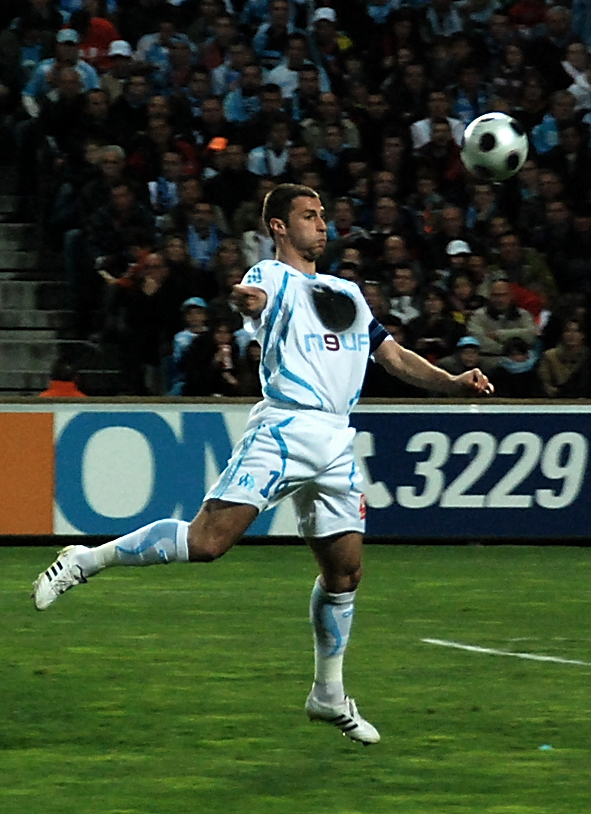
Lorik Cana jugando para el Olympique de Marsella en la temporada 2007-2008

Fue subiendo posiciones en el escalafón del equipo hasta que en el año 2000 fue fichado por el Paris Saint-Germain. Finalmente llegó al primer equipo del PSG en el año 2003, y durante la temporada 2003-2004 jugó 32 partidos, marcó un gol, ganó la Copa de Francia, y terminó segundo en la Liga de la Primera División Francesa. Estos logros se repitieron al año siguiente en el que jugó otros 32 partidos para el equipo de París, marcando un gol. Sin embargo a principios de la temporada 2005-2006 el entrenador del PSG fue sustituido, y esto provocó que Cana se trasladara al sur de Francia y se uniera al Olympique de Marsella.[cita requerida]
Desde que se uniera al Olympique consolidó su posición en el once inicial, y marcó el gol que dio la victoria a su nuevo club (Olympique de Marsella) en el partido que jugó contra su viejo club (Paris Saint-Germain). Para la temporada 2009-2010 se marchó al Sunderland Association Football Club de la Premier League. La temporada inmediatamente siguiente se vinculó al Galatasaray Spor Kulübü (fútbol) pero debido a lesiones en la espalda su performance no fue la mejor por lo que el 3 de julio de 2011 fichó por la SS Lazio.[cita requerida]
En 2015 regresó a Francia, y fichó por dos años por el Nantes de la Ligue 1. El 21 de noviembre de 2015 jugó su encuentro número 200 de la Ligue 1, en la derrota por 1-0 ante el Monaco. Dejó el club en el verano de 2016.

## Selección nacional
Fue internacional por la selección de Albania, donde jugó 93 encuentros y anotó 1 gol, además fue capitán.

## Clubes
| Club                  | País       | Año       |
| --------------------- | ---------- | --------- |
| Paris Saint-Germain   | Francia    | 2002-2005 |
| Olympique de Marsella | Francia    | 2005-2009 |
| Sunderland A.F.C.     | Inglaterra | 2009-2010 |
| Galatasaray SK        | Turquía    | 2010-2011 |
| SS Lazio              | Italia     | 2011-2015 |
| FC Nantes             | Francia    | 2015-2016 |

## Palmarés

### Campeonatos nacionales
| Título          | Club                | País    | Año     |
| --------------- | ------------------- | ------- | ------- |
| Copa de Francia | Paris Saint-Germain | Francia | 2003-04 |

### Distinciones individuales
| Distinción                       | Año     |
| -------------------------------- | ------- |
| Mejor futbolista albanés del año | 2003-04 |